# Campeonato Mundial de Lucha de 2012
El LXIII Campeonato Mundial de Lucha se celebró en Edmonton (Canadá) entre el 27 y el 29 de septiembre de 2012 bajo la organización de la Federación Internacional de Luchas Asociadas (FILA) y la Federación Canadiense de Lucha. Solamente se compitió en las categorías del estilo libre femenino.
Las competiciones se realizaron en el Millennium Place de la ciudad canadiense.

## Resultados

### Lucha libre femenina
| Evento        | Oro                                | Plata                          | Bronce                                                    |
| ------------- | ---------------------------------- | ------------------------------ | --------------------------------------------------------- |
| 48 kg (29.09) | Vanesa Kaladzinskaya · Bielorrusia | Eri Tosaka Japón               | Li Xiaomei · China · Jaqueline Schellin · Alemania        |
| 51 kg (27.09) | Jessica MacDonald · Canadá         | Sun Yanan China                | Babita Kumari India Alyssa Lampe Estados Unidos           |
| 55 kg (28.09) | Saori Yoshida Japón                | Helen Maroulis Estados Unidos  | Geeta Phogat · India · María Prevolaraki · Grecia         |
| 59 kg (27.09) | Zhang Lan China                    | Zalina Sidakova · Bielorrusia  | Tungalaguiin Mönjtuya Mongolia Olga Butkevych Reino Unido |
| 63 kg (29.09) | Elena Pirozhkova Estados Unidos    | Taibe Yusein Bulgaria          | Justine Bouchard · Canadá · Xiluo Zhuoma · China          |
| 67 kg (27.09) | Adeline Gray Estados Unidos        | Dorothy Yeats · Canadá         | Hong Yan China Yoshiko Inoue Japón                        |
| 72 kg (28.09) | Jenny Fransson · Suecia            | Guiuzel Maniurova · Kazajistán | Vasilisa Marzaliuk · Bielorrusia · Xu Qing · China        |

## Medallero
| Núm. | País           | Oro | Plata | Bronce | Total |
| ---- | -------------- | --- | ----- | ------ | ----- |
| 1    | Estados Unidos | 2   | 1     | 1      | 4     |
| 2    | China          | 1   | 1     | 4      | 6     |
| 3    | Bielorrusia    | 1   | 1     | 1      | 3     |
| 3    | Canadá         | 1   | 1     | 1      | 3     |
| 3    | Japón          | 1   | 1     | 1      | 3     |
| 6    | Suecia         | 1   | 0     | 0      | 1     |
| 7    | Bulgaria       | 0   | 1     | 0      | 1     |
| 7    | Kazajistán     | 0   | 1     | 0      | 1     |
| 9    | India          | 0   | 0     | 2      | 2     |
| 10   | Alemania       | 0   | 0     | 1      | 1     |
| 10   | Grecia         | 0   | 0     | 1      | 1     |
| 10   | Mongolia       | 0   | 0     | 1      | 1     |
| 10   | Reino Unido    | 0   | 0     | 1      | 1     |
|      | TOTAL          | 7   | 7     | 14     | 28    |